# Croton santisukii
Espèce
Classification APG III (2009)
Croton santisukii est une espèce de plantes à fleurs du genre Croton et de la famille des Euphorbiaceae, présente au sud-ouest de la Thaïlande.